# Соборная школа
Соборные или кафедральные школы — в эпоху Средневековья средние учебные заведения при соборах (епископских кафедрах) в крупнейших городах Европы. В условиях упрощения государственного аппарата в варварских королевствах не требовалось поддержания большого штата образованных чиновников, и образовательные функции перешли к церкви.
Самое раннее свидетельство об основании соборной школы относится к 527 году: школа при Севильском соборе была создана постановлением Второго собора в Толедо в Вестготском королевстве. В источниках VI—VII веков на территории Испании и Галлии упоминаются около 20 соборных школ. В Англии институт церковных школ был привнесён Григорианской миссией, они создавались одновременно с созданием епархий: в Кентербери в 597 году, Рочестере — в 604 году, в Йорке — в 627 году.
Карл Великий, реформируя образование в своей империи, в 789 году издал указ об учреждении школ при каждом монастыре и епископстве для обучения грамоте, пению, нотации, счёту и грамматике. На территории Франции крупнейшие соборные школы существовали в Шартре, Орлеане, Париже, Лане, Реймсе и Руане; в Нидерландах и Германии — в Утрехте, Кёльне, Меце, Шпайере, Вюрцбурге, Бамберге, Магдебурге, и некоторых других городах. Эти школы поставляли кадры также для светской администрации: король Генрих I, который являлся одним из первых грамотных правителей Европы, был тесно связан с Ланской школой. Шпайер воспитывал дипломатов для нужд Священной Римской империи. Во время Возрождения XII века на базе многих соборных школ возникли первые средневековые университеты.

## Школы
- Соборная школа (Берген)
- Соборная школа (Лунд)
- Соборная школа (Турку)